# Реакция Кольбе — Шмитта
Реакция Кольбе — Шмитта — синтез гидроксиароматических кислот присоединением углекислого газа к фенолятам.
Синтез салициловой кислоты из фенолята натрия был впервые описан в 1860 г. Адольфом Вильгельмом Германом Кольбе
и модифицирован в 1885 г. Рудольфом Шмиттом).

## Механизм реакции
Ключевой стадией механизма реакции Кольбе — Шмитта является нуклеофильное присоединение фенолят-иона к диоксиду углерода, что приводит к образованию соответствующего салицилата.
Направление реакции зависит от того, какой фенолят используется в качестве исходного соединения. При введении в реакцию фенолята натрия образуется орто-замещённый продукт. Это объясняется тем, что ион натрия способен стабилизировать шестичленное переходное состояние, из которого происходит электрофильная атака ароматического кольца фенола. При использовании фенолята калия образование шестичленного переходного комплекса менее выгодно, в связи с чем образуется пара-замещённый продукт.
Реакция облегчается присутствием электродонорных заместителей, так, многоатомные фенолы (флороглюцин, резорцин, пирокатехин) карбоксилируются в водном растворе карбоната калия.

## Синтетическое применение
Карбоксилирования фенолята натрия действием диоксида углерода в жестких условиях (давление 100 атм., температура 125 °C) с последующей обработкой продукта кислотой является основным промышленным методом синтеза салициловой кислоты, которая является прекурсором аспирина. Реакция Кольбе — Шмитта также используется для промышденного синтеза p-aминосалициловой кислоты, а также β-гидроксинафтойной и других кислот.
Промышленным вариантом реакции Кольбе — Шмитта, использующимся для синтеза салициловой кислоты и её производных (p-амино-, 5-хлорсалициловой кислоты и пр.) является модификация Марассе — карбоксилирование смеси фенола и карбоната калия углекислым газом при 170°С и давлении 9-13 МПа.
Реакции Кольбе — Шмитта и её промышленному применению посвящена обзорная статья.